# Era stupendo
Era stupendo (перевод с итал. — «Это было прекрасно») — песня, с которой 22 мая 2008 года Paolo Meneguzzi представил Швейцарию на конкурсе песни Евровидение-2008. Автором песни стал сам Паоло а также Винченцо Инченцо. Песня заняла 13-е место с 47 баллами во втором полуфинале конкурса и не вышла в финал. Сингл, ставший доступным только для загрузки, помимо версии для Евровидения включал ещё и радиоверсию.

## Список композиций
1. Era stupendo Eurovision version — 3:00
2. Era stupendo Radio version — 3:32

## Позиции в чартах
| Чарт (2008)               | Высшая позиция |
| ------------------------- | -------------- |
| Switzerland Singles Chart | 11             |
| Евровидение 2008          | 30             |